# Miagrammopes rubripes
Espèce
Miagrammopes rubripes est une espèce d'araignées aranéomorphes de la famille des Uloboridae.

## Distribution
Cette espèce est endémique du Brésil.

## Publication originale
- Mello-Leitão, 1949 : Aranhas da Foz do Koluene. Boletim do Museu Nacional do Rio de Janeiro (Nova serie zoologia), vol. 92, p. 1-19.